# Museu Municipal Castell
El Museu Municipal Castell o MMUC de Rubí (Vallès Occidental), té la seu al castell de Rubí, un dels elements patrimonials més significatius de la ciutat.
El Castell ha tingut diverses funcions des del segle xiii fins al segle xx: de lloc de defensa i residència senyorial fins a casa de pagès. Després d'una restauració, el castell va ser reobert com a Ecomuseu Urbà entre 1996-1998, l'equipament tenia per objectius la conservació i la difusió del patrimoni i de la cultura tradicional i popular, entesos com l'expressió viva i dinàmica d'una realitat plural, i volia constituir un espai estable de relació intercultural on es trobi reflectida la diversitat cultural i social de la ciutat. L'any dos mil comença la transformació en museu d'història local i el novembre de 2001 el Museu adhereix a la Xarxa de Museus Locals de la Diputació de Barcelona. El museu també gestiona tres espais expositius: l' Antiga Estació, l'Aula Cultural i l'Espai Expositiu Jaume Pla a la Biblioteca Mestre Martí Tauler.

## Història de la col·lecció
El Museu Municipal té el seu origen en la creació, l'any 1924 i de la mà d'un grup d'estudiosos locals, del Museu de Rubí, que constava de les seccions de numismàtica, escultura, ceràmica, etnografia i folklore i s'ubicà en un annex de les actuals Escoles Montserrat. Durant la Guerra Civil el fons es traslladà a la masia de Ca n'Oriol i al Castell de Rubí i el 1956, molt minvat pels robatoris i el pas d'algunes peces a col·leccions de Barcelona, es traslladà a un edifici del carrer Maximí Fornés. D'aquí passà a la Parròquia de Sant Pere fins a la inauguració de la nova seu al Castell el 1996.

## Exposició
El museu compta amb una exposició permanent anomenada Rubí, Riera d'identitats. Un passeig per la història de la ciutat, que es divideix en cinc àmbits: 
- Travessar el túnel del temps. Del 300.000 aC al segle viii
- Senyors i pagesos al Rio Rubeo. Del segle ix al segle xviii
- L'arribada dels moderns. Del segle xix a la meitat del segle xx
- El bastiment d'una ciutat. A partir de l'any 1939
- El patrimoni d'una gent. Ja som al nou mil·lenni

La col·lecció de l'Ecomuseu està constituïda en la seva pràctica totalitat per objectes cedits en qualitat de dipòsit civil i voluntari.
Alguns dels objectes emblemàtics del fons son:
- Puntes de sageta de sílex Paleolític mitjà, període Mosterià
- Objectes de la Guerra Civil Espanyola i la postguerra
- Peveter ibèric amb cap de dona, trobat al Poblat ibèric de Can Fatjó, segle v aC
- Gerra de ceràmica grisa ibèrica, trobada a Can Fatjó, segle ii-i aC
- Rellotge de sol romà, trobat a la finca de Can Feliu, segle i-iii
- Cap de dona romana, trobat a Can Fatjó, segle i-iii
- Cap de Bacus, trobat a Can Bosch, segle i-iii
- Objectes de vidre i ceràmica catalana, segle xvii-xix
- Rentamans del segle xix
- Catàleg de panes del segle xix
- Publicacions de principis del segle xx
- Cartells i propaganda de la transició democràtica
- Butlletes de les primeres eleccions democràtiques
- Programes de festa major[4]